# Dark Reign
Dark Reign is een Nederlandse metalband die is opgericht in 2002. De band, die afkomstig is uit Amsterdam, speelt metal in de ruimste zin van het woord met invloeden uit allerlei muzikale stromingen.

## Biografie
De Nederlandse metalband ‘Dark Reign’ ziet het eerste levenslicht in september 2002 wanneer gitarist Eduard en drummer Henk besluiten om te stoppen met hun huidige band. De twee gaan op zoek naar een bassist en komen al snel terecht bij Maarten. Al snel komen ze erachter dat de  buurman van Maarten, gitarist David, ook een oude bekende van Eduard is. De muzikale bezetting is dan compleet en de vier mannen jammen een paar maanden voordat ze zanger Mathijs vinden. Allemaal delen ze de passie voor heavy metal en het is vandaar uit niet moeilijk om een muzikaal pad uit te zetten. Omdat alle heren een verschillende achtergrond aan metalinvloeden meebrengen  wordt er een unieke metal-mix gecreëerd welke de  fundamenten vormen van de opmars van Dark Reign. In het begin wordt er gesleuteld aan oude nummers van Henk, Eduard en David, maar al snel worden echte Dark Reign nummers geschreven. Alle vijf de leden weten wat het is en hoe het voelt om op het podium te staan en hebben allemaal veel opgetreden met hun vorige bands.

### De eerste optredens
Eind maart 2003 vond het eerste optreden plaats in Almere in een lokaal jeugdcentrum Trapnotov. De reacties van het publiek waren zeer positief en de band weet dat ze op de goed weg zitten. In september 2003 treedt Dark Reign weer op. Nu tijdens de ‘Go Local’-avond in het welbekende poppodium P60 in Amstelveen. De band wordt na de show  teruggeroepen voor een toegift.

### De studio in
Begin november 2003 markeert de eerste studio-ervaring  voor Dark Reign als band. Samen met producent Hans van Kampen nemen ze drie nummers op in twee dagen in de Raoul Music studio in Amsterdam. De band krijgt het voor elkaar om de essentie van de nummers neer te zetten en deze naar een hoger niveau te tillen. Als extra wordt een liveversie van het nummer ‘Prisoner of Imagination’, opgenomen tijdens het concert in P60, als bonustrack toegevoegd. In  dezelfde maand wordt de demo uitgebracht.

## Leden

### Huidige line-up
- David "Ko" Paais - (Gitaar) (2002-heden)
- Branislav Plesa (Bas en zang) (2008-heden)
- Patrick van Dugteren (Drums) (2008-heden)
- Darren Peterson (Gitaar en zang) (2013-heden)

### Voormalige leden
- Hans Van Kampen (Drums) (2008-2012)
- Sergio "Smoke" Rostant-Daniël (Zang) (2008-2012)
- Floor van Kuijk (Gitaar) (2012-2012)
- Mathijs Stegeman - (Zang) (2002-2005, 2007-2008)
- Eduard "Ed-D" van Dugteren - (Gitaar) (2002-2008)
- Maarten Groeneveld - (Basgitaar) (2002-2008)
- Henk Biesterveld - (Drums) (2002-2008)
- Juan Pablo Olarte - (Zang) (2006-2007)
- Jurriaan ter Burg - (Zang) (2005-2006)
- Mark van der Giessen (Gitaar) (2008-2010)

## Discografie
| Albumtitel                             | Verschijningsdatum |
| -------------------------------------- | ------------------ |
| From Grief To Greatness                | juni 2011          |
| Prisoner of Imagination                | februari 2005      |
| Blown to Pieces Vol. 3 (compilatie-cd) | februari 2005      |
| Dark Reign                             | november 2003      |